# Zilizische Ragwurz
Die Zilizische Ragwurz (Ophrys cilicica) ist eine Art der Gattung Ragwurzen (Ophrys) in der Familie der Orchideengewächse (Orchidaceae). Synonyme sind Ophrys kurdica D.Rückbr. & U.Rückbr. und Ophrys kurdistanica Renz.

## Pflanzenbeschreibung
Diese mehrjährige krautige Pflanze hat zwei kugelige Knollen als Überdauerungsorgane und erreicht Wuchshöhen zwischen 15 und 60 cm. Man findet am Grund des Stängels zwei bis fünf länglich-lanzettliche Laubblätter und weiter oben am Stängel sind ein bis zwei scheidige Blätter zu sehen.
Der lockere Blütenstand umfasst drei bis zwölf Blüten. Die eiförmig-lanzettlichen Kelchblätter sind grün gefärbt und erscheinen oft weißlich, rosa oder rot überlaufen. Das Mittlere ist meist nach vorn gebogen, während die Seitlichen schräg abwärts weisen. Die lineal-lanzettlichen und papillös behaarten Kronblätter erscheinen grünlich bis rosa. Die rot- bis dunkelbraune Lippe weist einen helleren Rand auf. Der pappilös-samtige Mittellappen ist breit keilförmig und hat vorn ein kleines Anhängsel. Seine Seitenteile sind herab gebogen, so dass er in der Aufsicht sehr schmal erscheint. Die abwärts gerichteten und kurz behaarten Seitenlappen haben am Ansatz einen Höcker, der zwischen einem und zwei Millimeter hoch ist. An ihrer Innenseite findet man ein grünes Band. Das weißliche Mal besteht meist aus vier Längsstreifen mit je einer oder zwei Querverbindungen und hat einen violetten Rand.

## Verbreitung  und Standortbedingungen
Diese Orchideenart ist in Süd- und Südostanatolien endemisch. Das Verbreitungsgebiet reicht von der Provinz Antalya im Westen bis zur Provinz Siirt im Osten.
Man findet diese Art in lichten Laubwäldern, Gebüschen und auf Magerwiesen mit mäßig trocken bis frischen, aber stets kalkhaltigen Böden. Die Zilizische Ragwurz kommt nur im Gebirge in Höhenlagen zwischen 500 und 1400 m vor.

## Taxonomie und Systematik
Die Zilizische Ragwurz wurde 1923 von Rudolf Schlechter in Repertorium Specierum Novarum Regni Vegetabilis Band 19 Seite 45 als Ophrys cilicica erstbeschrieben. Synonyme sind Ophrys kurdica D. Rückbr. & U. Rückbr. und Ophrys kurdistanica Renz.
Die Zilizische Ragwurz bildet Hybriden mit Ophrys reinholdii subsp. straussii (H.Fleischm. & Bornm.) E.Nelson.